# 72e régiment d'infanterie territoriale
Pour les articles homonymes, voir 72e régiment.
Le 72e régiment d'infanterie territoriale est un régiment d'infanterie de l'Armée de terre française qui a participé à la Première Guerre mondiale.

## Création et différentes dénominations
Le régiment reçoit son numéro par décret du 19 mars 1875, en prévision de la mobilisation.

## Chefs de corps
Le lieutenant-colonel (puis colonel) Daguzan commande le régiment de 1914 au début de l'année 1918, où il est remplacé par le colonel Pravaz (ancien chef de corps du 127e RI.

## Historique des garnisons, combats et batailles du72eRIT

### Première Guerre mondiale

#### Affectations
- 86e division d'infanterie territoriale (172e brigade) d’août 1914 à juin 1915[4]
- 13e corps d'armée (réserve d'infanterie) de juin 1915 à juin 1917[5]
- 1er corps d'armée (réserve d'infanterie) de juin 1917 à août 1918[6]

Photographie d’un groupe de soldats du 72e RIT autour d’une, 1914.

- un bataillon de pionniers à la 2e division d'infanterie d'août à novembre 1918[7]
- un bataillon de pionniers à la 162e division d'infanterie d'août à novembre 1918[8]

#### 1914
Il est mobilisé à Cholet, avec trois bataillons. Il est d'abord affecté jusqu'à la fin de l'année 1914 à la défense et aux travaux de fortification du camp retranché de Paris.

#### 1915

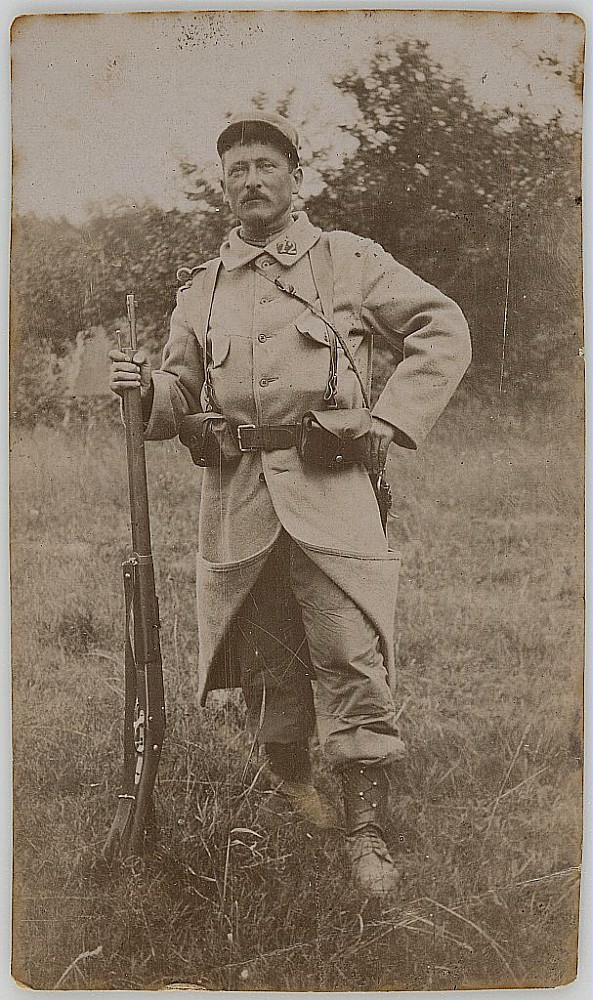
Un sergent du en 1915.

Le 3 janvier 1915, le 72e RIT part pour la région de Lassigny. Il organise les tranchées dans ce secteur, en particulier la carrière du Chauffour, jusqu'à février 1916.

#### 1916
Il passe le mois de mars 1916 à la bataille de Verdun. Le régiment est chargé de ravitailler les troupes en ligne et subit de lourdes pertes par les bombardements allemands. Il tient également les positions une fois celles-ci conquises par les troupes d'assaut.

Le régiment quitte Verdun le 13 avril 1916 et est mis quelques jours au repos.

Photographies prises vers 1916, extraites d'un album photo d'un sous-officier du.
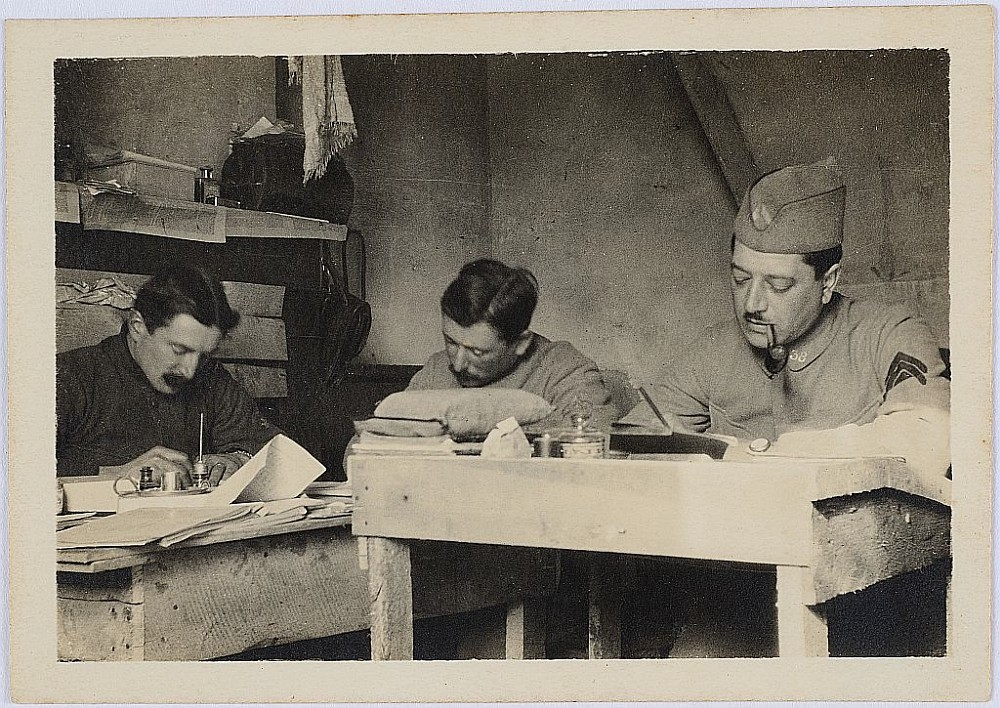
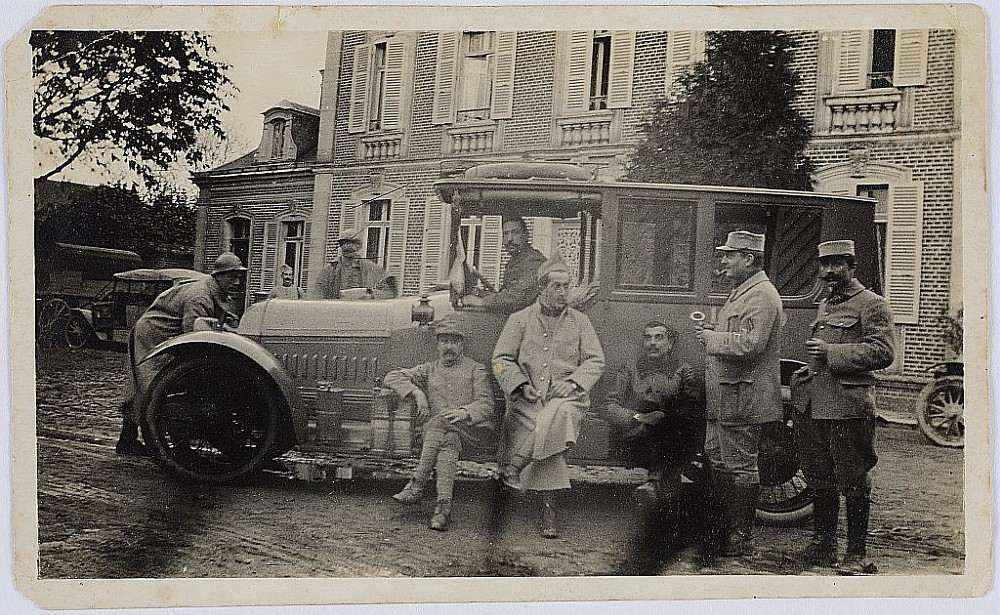
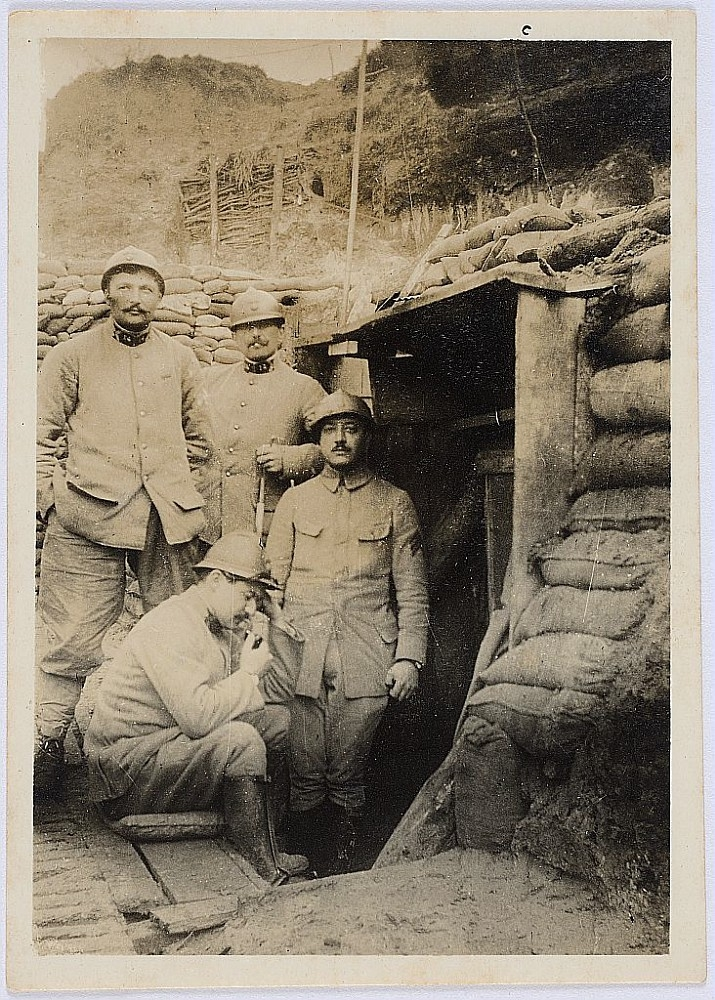
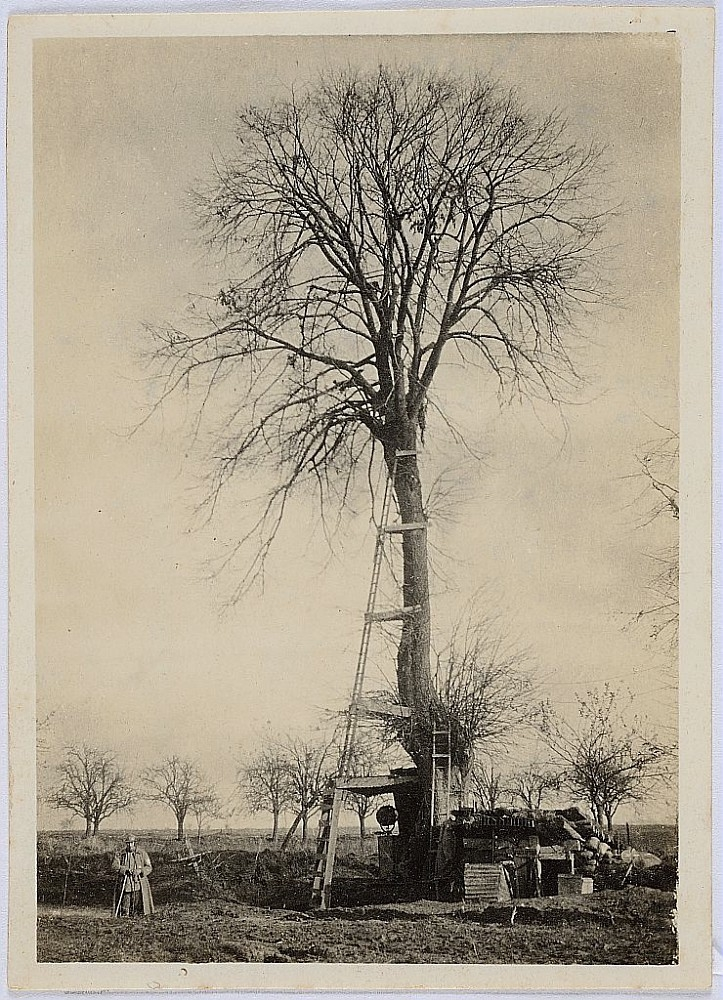
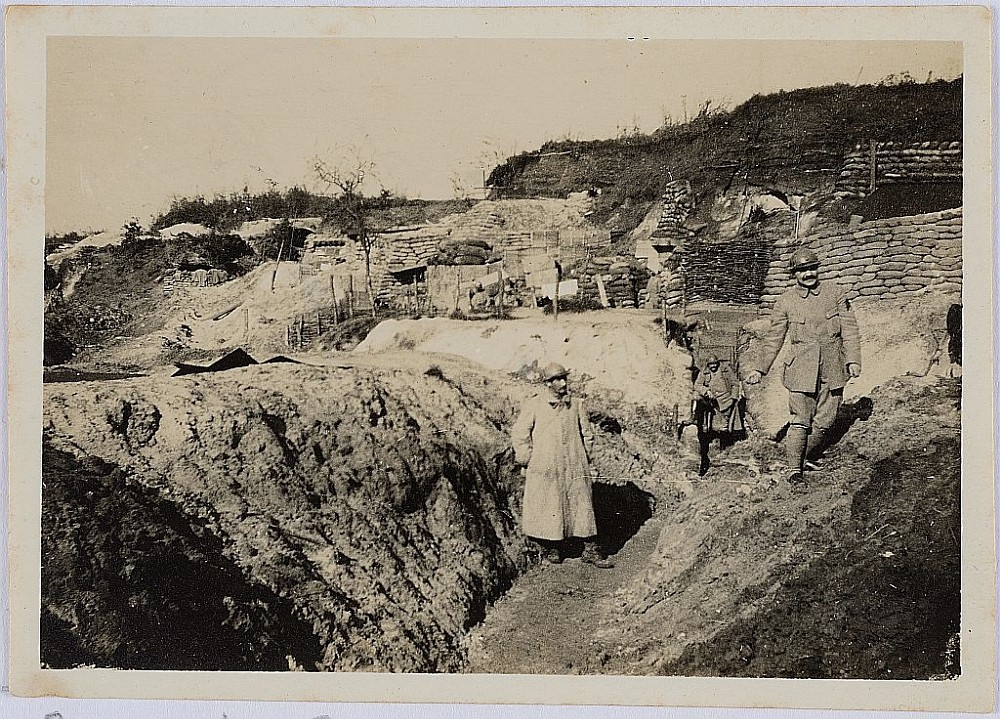
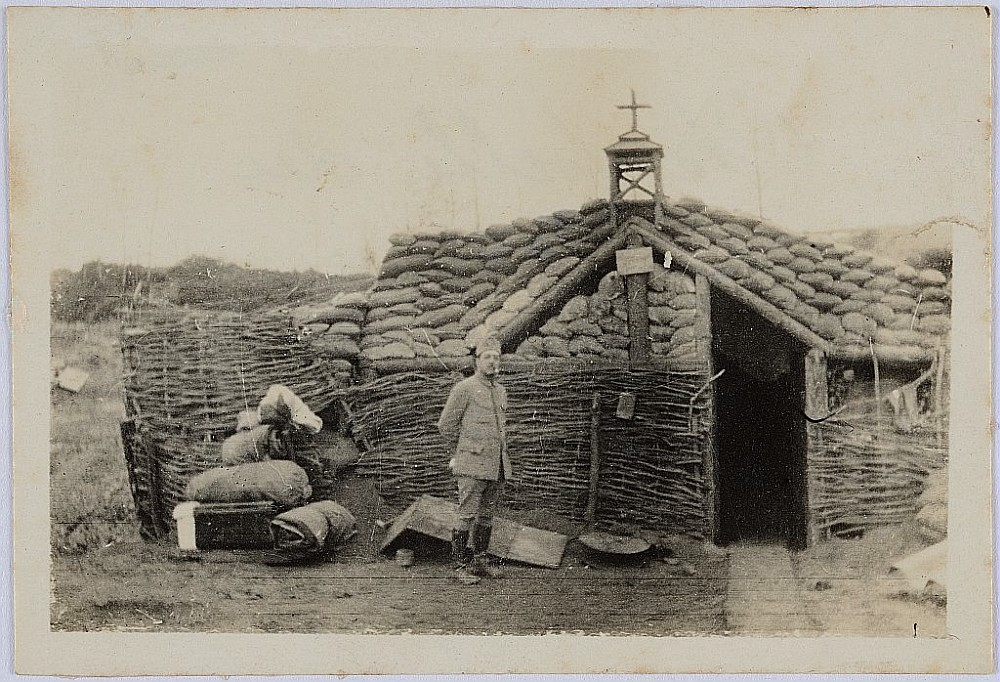
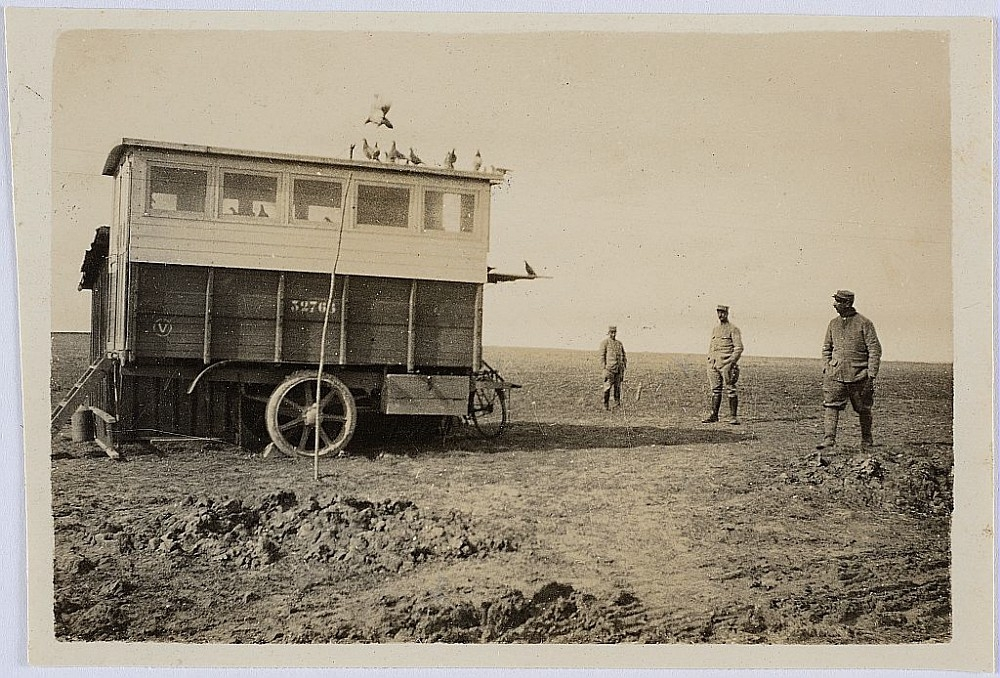
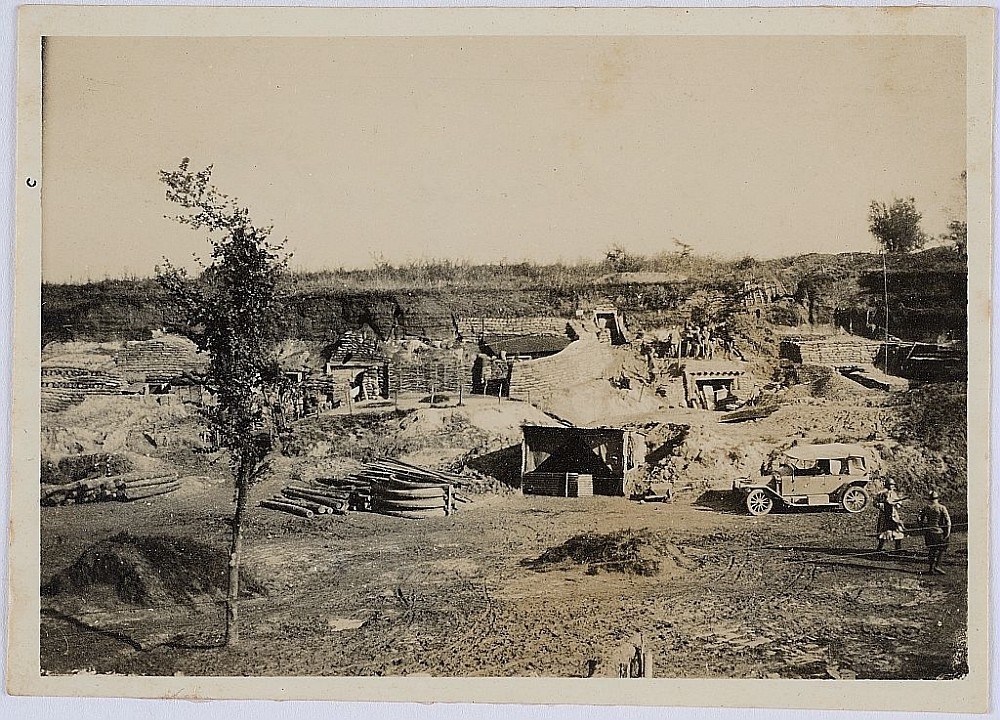
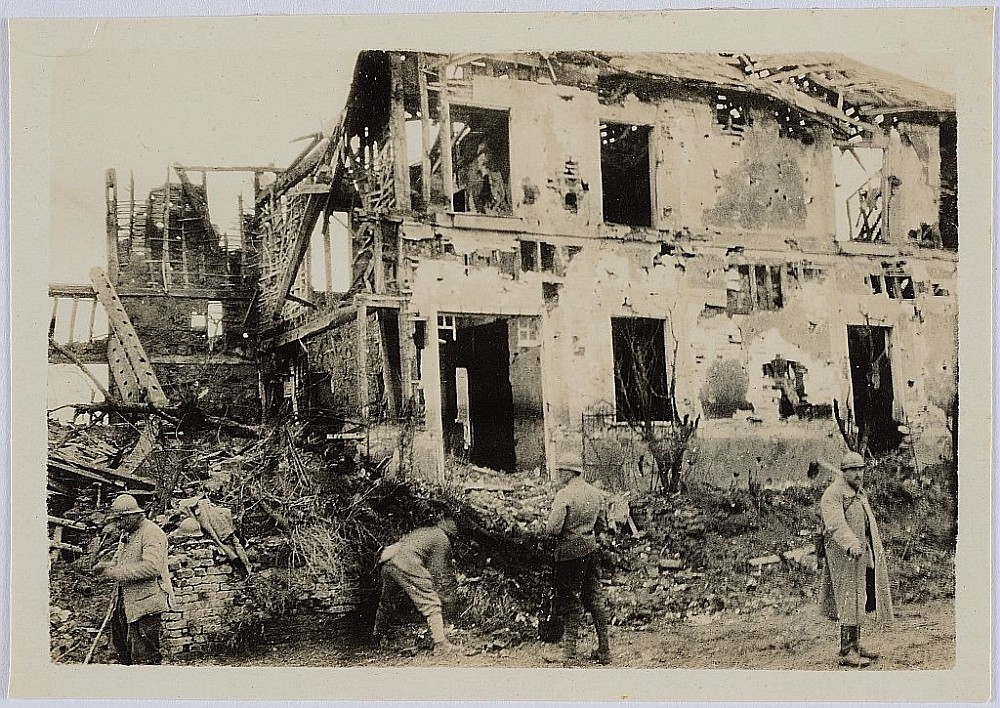

- Photographies prises vers 1916, extraites d'un album photo d'un sous-officier du 72e RIT.

#### 1917
Le 3e bataillon est dissout début 1917.
Début juillet 1917, le régiment gagne la Flandre belge. Il effectue divers travaux logistiques au profit du 1er corps français dans la région de Zuidschote. Lors du lancement de l'offensive franco-britannique (dite bataille de Passchendaele) le 31 juillet, le régiment soutient l'assaut des 33e et 73e régiments d'infanterie. Il reste au travail dans la région de l'Yser jusqu'à la fin décembre 1917.

#### 1918
- En mars, le régiment est renforcé par des hommes provenant du 44e RIT dissous.

Le régiment est dissous le 1er août 1918 et forme deux bataillons de pionniers formant corps.
Les deux bataillons du régiment sont démobilisés en Alsace après l'Armistice du 11 novembre 1918.

## Drapeau

Dessin du revers du drapeau du d'infanterie territoriale.

Il porte, cousues en lettres d'or dans ses plis, les inscriptions suivantes :
- Verdun 1916
- Flandres 1917